# Acanthopsis
Acanthopsis là chi thực vật có hoa trong họ Acanthaceae.
Chi này được William Henry Harvey mô tả năm 1842. Ông đề cập rằng Acanthodium dispermum E.Mey., 1837 là loài điển hình của chi này. Tuy nhiên, ông lại không tạo ra tổ hợp tên gọi mới là Acanthopsis disperma. Tới năm 1847 thì Christian Gottfried Daniel Nees von Esenbeck mới hợp lệ hóa tên gọi Acanthopsis disperma.

## Phân bố
Các loài trong chi này là bản địa Namibia và Nam Phi.

## Danh sách loài
Các loài được công nhận tại thời điểm năm 2020 bao gồm:
- Acanthopsis adamanticola H.M.Steyn, 2015
- Acanthopsis carduifolia (L.f.) Schinz, 1890
- Acanthopsis disperma Harv. ex Nees, 1847
- Acanthopsis dispermoides H.M.Steyn, 2015
- Acanthopsis dregeana H.M.Steyn, 2016
- Acanthopsis erosa H.M.Steyn, 2016
- Acanthopsis glabra (Nees) H.M.Steyn, 2017
- Acanthopsis glandulopalmata H.M.Steyn, 2017
- Acanthopsis glauca (Nees) Schinz, 1890
- Acanthopsis hoffmannseggiana (Nees) C.B.Clarke, 1901
- Acanthopsis horrida (Nees) Nees, 1847
- Acanthopsis insueta H.M.Steyn, 2017
- Acanthopsis ludoviciana H.M.Steyn, 2015
- Acanthopsis nitida H.M.Steyn, 2017
- Acanthopsis scullyi (S.Moore) Oberm., 1937
- Acanthopsis spathularis (Nees) Schinz, 1890
- Acanthopsis tetragona H.M.Steyn, 2017
- Acanthopsis tuba H.M.Steyn, 2015
- Acanthopsis villosa H.M.Steyn, 2015